# Kaptanganj
Kaptanganj (o Captainganj) è una suddivisione dell'India, classificata come nagar panchayat, di 11.493 abitanti, situata nel distretto di Kushinagar, nello stato federato dell'Uttar Pradesh. In base al numero di abitanti la città rientra nella classe IV (da 10.000 a 19.999 persone).

## Geografia fisica
La città è situata a 26° 55' 36 N e 83° 42' 55 E e ha un'altitudine di 75 m s.l.m..

## Società

### Evoluzione demografica
Al censimento del 2001 la popolazione di Kaptanganj assommava a 11.493 persone, delle quali 6.036 maschi e 5.457 femmine. I bambini di età inferiore o uguale ai sei anni assommavano a 1.899, dei quali 957 maschi e 942 femmine. Infine, coloro che erano in grado di saper almeno leggere e scrivere erano 6.000, dei quali 3.722 maschi e 2.278 femmine.